# Manna

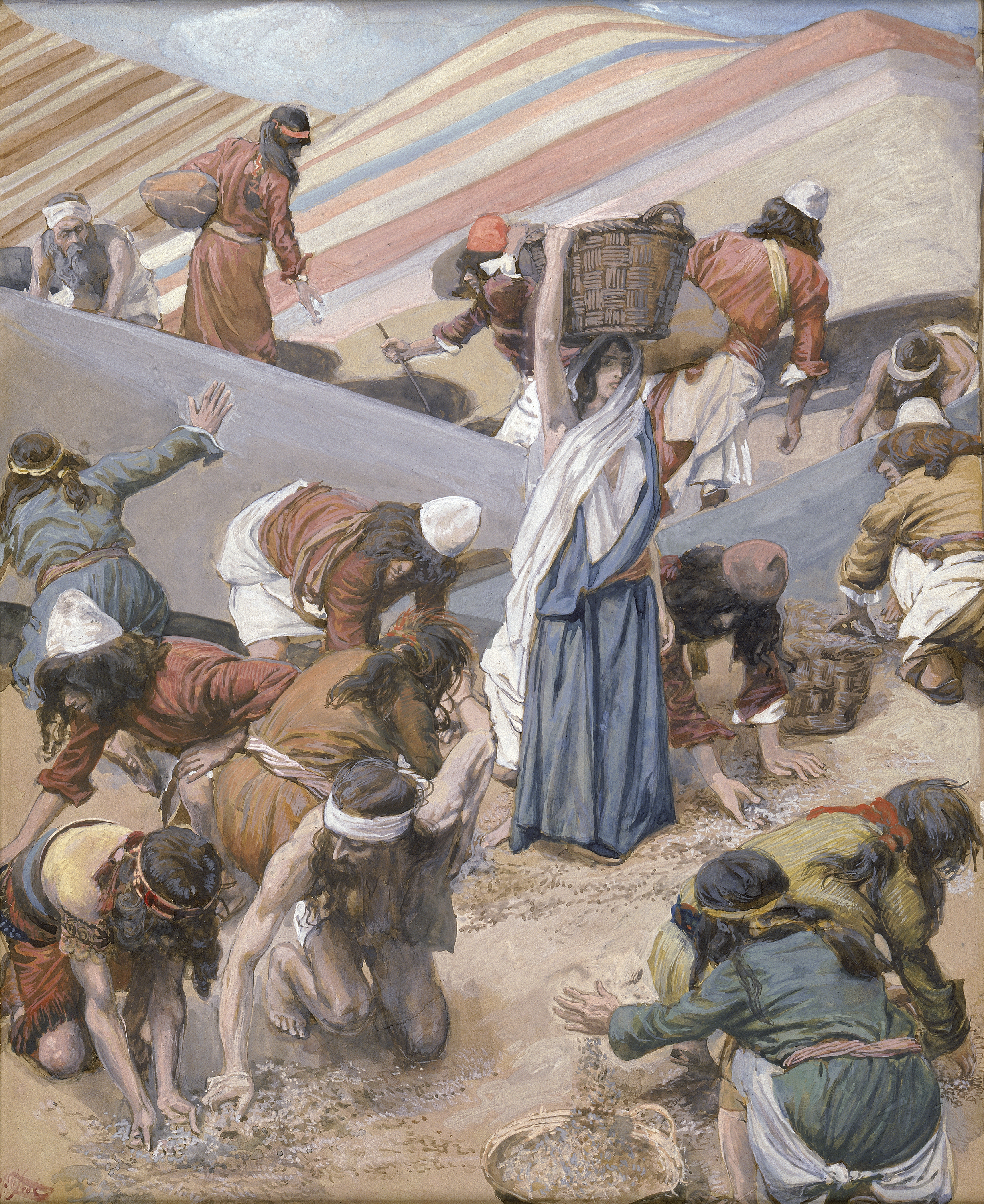
Die Israeliten und das Himmelsbrot, Gemälde von James Tissot

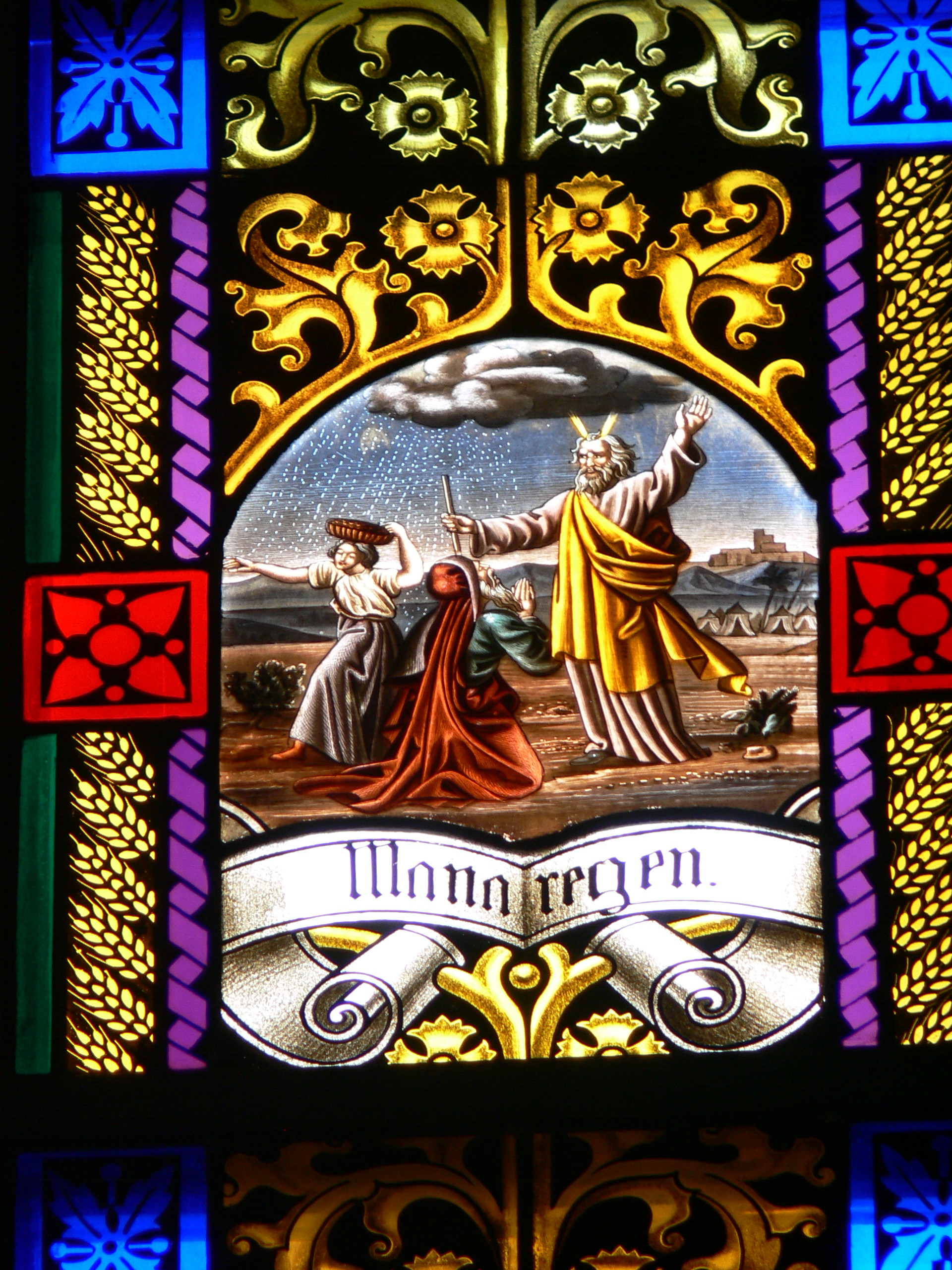
Pötting, Kirchenfenster

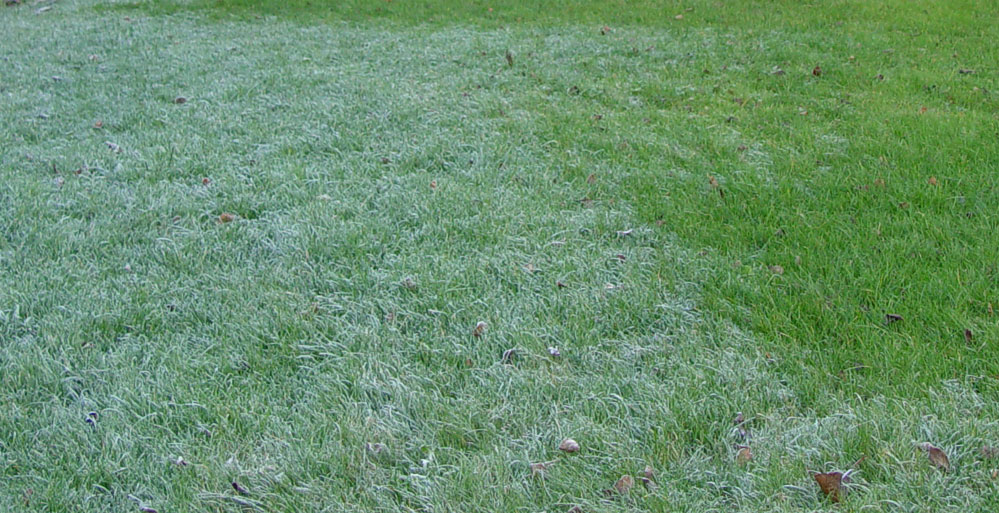
Manna wird beschrieben als etwas, was mit Reif vergleichbar ist

Als Manna (hebräisch מן, auch Himmelstau, Himmelsbrot, Engelbrot und Brot der Engel genannt) wird in der Bibel (2 Mos 16 ) die Speise bezeichnet, die den Israeliten auf ihrer 40-jährigen Wanderschaft durch die Wüste als Nahrung gedient haben soll. Später wurde Manna unter anderem eine Bezeichnung für den (mannitolhaltigen) Saft der Manna-Esche und anderer Eschen.

## Manna in der Bibel
Beschrieben wird Manna als „etwas Feines, Knuspriges, fein wie Reif“ (2 Mos 16,14 ), „weiß wie Koriandersamen“ und mit dem Geschmack von „Honigkuchen“ (2 Mos 16,31 ). Diese Speise fiel nachts auf den Wüstenboden und konnte des Morgens aufgesammelt werden. Sie durfte nicht aufgespart werden. Alles, was am Abend noch nicht aufgegessen war, verdarb über Nacht (2 Mos 16,19–20 ). Darin kann eine Forderung des Herrn nach Vertrauen gesehen werden. Nur für den Sabbat durften die Israeliten am sechsten Tag der Woche die doppelte Menge an Manna sammeln. Es verdarb nicht über Nacht. Am Morgen des Sabbat selbst war kein frisches Manna zu finden (2 Mos 16,22–26 ).
Die genaue Bedeutung des Wortes Manna (hebräisch מָן man) ist unklar, bezeichnet aber vermutlich im Hebräischen „Was ist das?“ (hebräisch מָן הוּא man hu), was sich auf das plötzliche, unerwartete Erscheinen des Mannas in der Wüste beziehen soll. Es wird vermutet, dass der Name die Frage der Israeliten beim Erblicken des Brotes widerspiegeln soll.
Dass bei den biblischen Berichten über das Manna kein naturwissenschaftliches Phänomen im Vordergrund stand, wird nicht nur daran deutlich, dass das Brot nur am Sabbat vor dem Verderben bewahrt wird, sondern auch daran, dass nach Ex. 16,16 jeder über ein Gomer Manna verfügte, obwohl die Israeliten unterschiedlich viel sammelten. Außerdem hörte das Wunder an dem Tag auf, als die Israeliten erstmals im Land Kanaan vom Ertrag des Landes Brot aßen. Eine Bestätigung für die theologische bzw. ethische Ausrichtung der Geschichte liegt in Dtn 8,16, die ausdrücklich darauf hinweist, dass es Gottes Wille gewesen sei, sein Volk zu demütigen, um es zu prüfen.
Im Neuen Testament (Joh 6,30–35 ) bezeichnet sich Jesus Christus unter Hinweis auf Manna als „Brot des Lebens“. Im Christentum steht daher Manna als Symbol für die Eucharistie.

## Manna im Koran
Auch im Koran wird Manna erwähnt:
- Sure 2 Al-Baqara, Vers 57: „Und wir ließen die Wolke über euch Schatten werfen. Und wir sandten das Manna und die Wachteln auf euch hinunter (indem wir euch aufforderten): ‚Esst von den guten Dingen, die wir euch beschert haben!‘ (Doch die Kinder Israel waren undankbar und widerspenstig.) Und sie frevelten (damit) nicht gegen uns, sondern gegen sich selber.“
- Sure 7 Al-A'raf, Vers 160: „Und Wir teilten sie in zwölf Stämme zu Gemeinschaften auf, und Wir offenbarten Moses, als sein Volk von ihm etwas zu trinken forderte: ‚Schlage mit deinem Stock an den Felsen.‘ Da entsprangen ihm zwölf Quellen: so kannte jeder Stamm seinen Trinkplatz. Und Wir ließen sie von Wolken überschatten und sandten ihnen Manna und Wachteln herab: ‚Esset von den guten Dingen, die Wir euch beschert haben.‘ Und sie schädigten nicht Uns, sondern sich selbst haben sie Schaden zugefügt.“
- Sure 20 Tā-Hā, Vers 80: „O ihr Kinder Israels, Wir erretteten euch von eurem Feinde, und Wir schlossen einen Bund an der rechten Seite des Berges mit euch und sandten Manna und Wachteln auf euch herab.“

## Manna in weiteren Quellen
Im Reisebericht seiner zweiten Pilgerreise ins Heilige Land (1483) erzählt der Pilger Felix Fabri in der Nähe des Berges Sinai den „fallenden morgendlichen Tau“ genossen zu haben. Das Manna wurde dementsprechend auch später als Himmelstau bezeichnet. Im August und September falle „Manna oder Tau, den die Araber dann sammeln und an Pilger verkaufen“. Wegen der geringen Mengen werde allerdings dabei oft mit Fälschungen betrogen.

## Deutung
Eine ältere Deutung interpretiert Manna als die Thalli der im Nahen Osten verbreiteten, essbaren Mannaflechte (Lecanora esculenta). Die Einheitsübersetzung der Bibel verweist auf das Harz der Manna-Tamarisken, macht aber gleichzeitig deutlich, dass dieses in zu geringen Mengen vorkommt, um der Speisung einer größeren wandernden Gruppe zu dienen (Anmerkung zu 2 Mos 16,31 ). Einer weiteren Theorie zufolge ist Manna ein Ausscheidungssekret von im Sinai auf Tamarisken lebenden Schildläusen, eine Flüssigkeit, die meist nachts in Form von glasartig durchsichtigen, zuckerreichen Wassertröpfchen ausgeschieden wird und infolge Kristallisation nach wenigen Tagen eine milchigweiße bis hellgelb bräunliche Färbung annimmt. Bei den in Frage kommenden Schildläusen handelt es sich vorwiegend um die Arten Najococcus serpentinus und Trabutina mannipura. Manna wäre demnach eine besondere Art von Honigtau. Dieser Stoff hat zwar die größte Übereinstimmung mit 2. Mose 16, dagegen spricht jedoch die geringe Menge, die die Läuse erzeugen und dass es im Sinai nur wenige Stellen gibt, an denen sie vorkommen. Außerdem wäre dieser Getreideersatz nur etwa Ende Mai bis Juli verfügbar gewesen.

## Manna als Arzneimittel. Geschichte

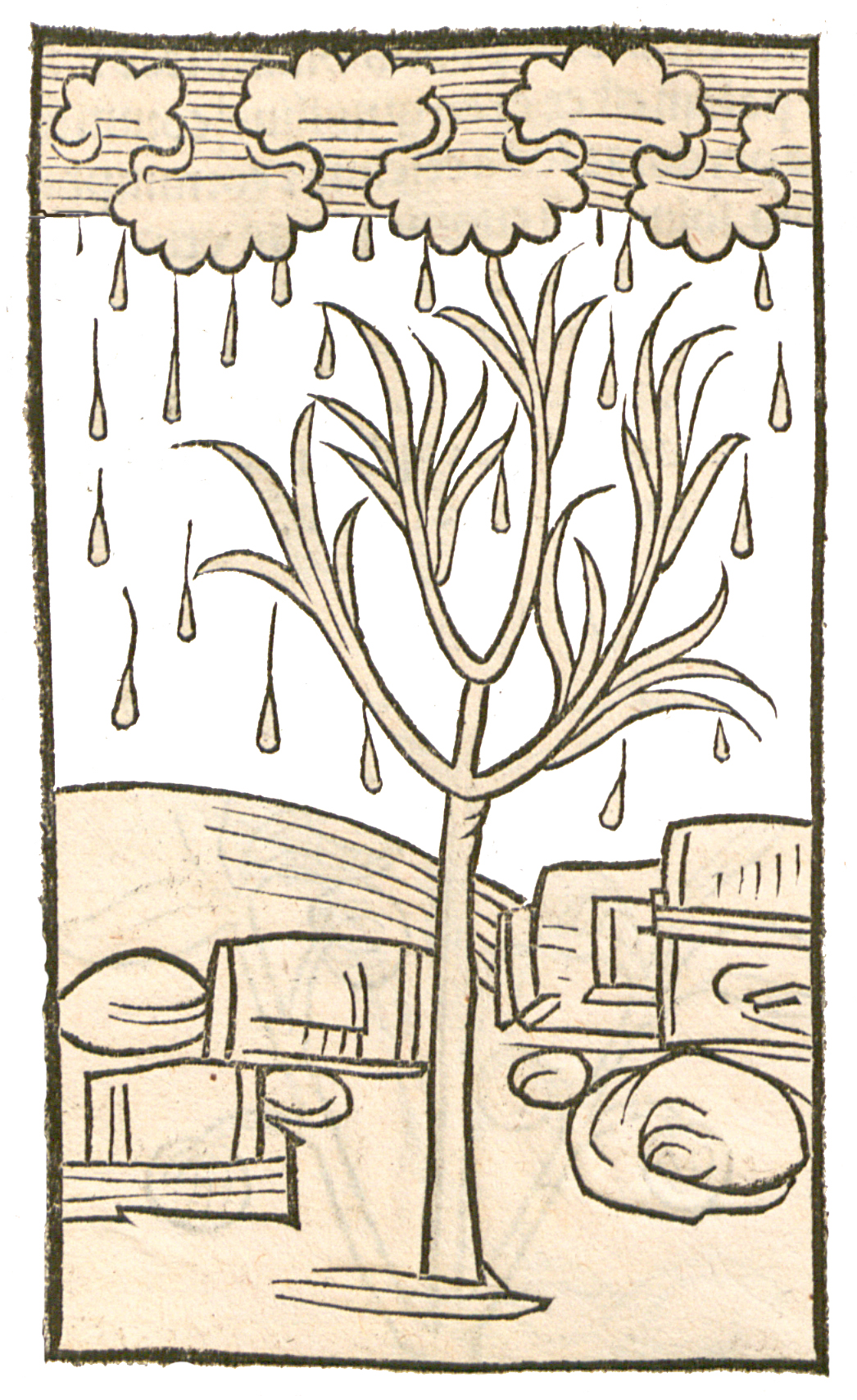
Abbildung zum Kapitel Manna im Hortus sanitatis Mainz 1491

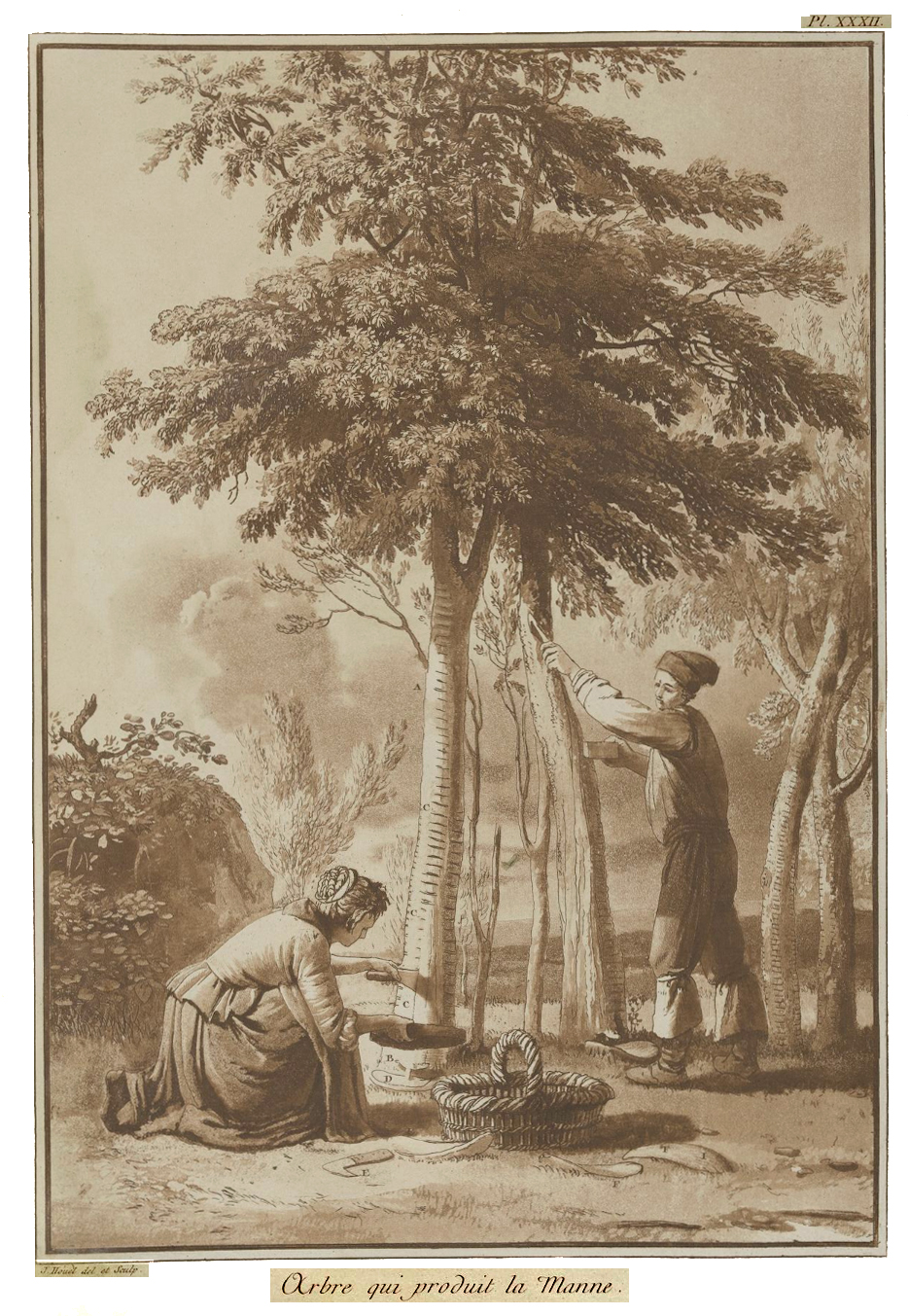
Jean-Pierre Houël 1782. Manna-Ernte in Cinisi

Dioskurides und Plinius verstanden unter „Manna“ die „durch Schütteln des Weihrauchbaumes abgesprungenen Krümchen“.
Die Ärzte des arabischen und lateinischen Mittelalters verstanden unter der „Manna“ einen Tau (ros) der auf Steine und Bäume fällt, süß ist und wie Honig zusammenrinnt. Sie solle die Natur dessen annehmen, worauf sie fällt. Die „Manna“ sollte den Bauch erweichen, akute Fieber löschen, der Brust und den Lungen sowie den cholerischen und heißen Naturen nützlich sein.
- Quellen des arabischen Mittelalters: [13][14][15][16][17]
- Quellen des lateinischen Mittelalters: [18][19][20][21]

Spätestens ab der zweiten Hälfte des 16. Jahrhunderts wurde in Europa unter „Manna“ der getrocknete Saft verstanden, der nach dem Anschneiden von Eschenrinden (besonders der Manna-Esche (Fraxinus ornus L., Syn.: Fraxinus rotundifolia Lam.)) – austritt. Joachim Camerarius der Jüngere berichtete 1586, „Manna“ werde „in Welschland ... auff Fraxino und seinen Geschlechten“ gesammelt:

„In Welſchlandt wirdt die Manna / welche ſo gebreuchlich iſt die Gallen vnnd wäſſerige feuchtigkeit damit ohne beſchwernuß zu purgieren / gemeinglich auff dem Fraxino vnd ſeinen geſchlechten gefunden vnd geſammlet …“

Vom 16. bis 19. Jahrhundert wurde die „Manna“ überwiegend aus Kalabrien („Manna calabrina“) und aus Sizilien bezogen. Dort wurde sie als Absonderung aus den Rinden der Gemeinen Esche oder aus den Rinden der Manna-Esche gewonnen. Als spontane Absonderung während der Hundstage (23. Juli bis 23. August) oder als durch Einschnitte in die Rinden forcierte Absonderung im September und im Oktober. Im Handel wurden je nach Herkunft und nach Reinheit unterschiedliche Qualitäten angeboten.
In der Therapie dienten „Manna“ und Zubereitungen aus „Manna“ bis ins 19. Jahrhundert zum sanften Laxieren nach den Regeln der Säftelehre.
- Quellen des 17. und 18. Jahrhunderts: [25][26][27][28][29][30][31][32][33][34]
- Quellen des 19. Jahrhunderts: [35][36][37][38][39][40][41][42][43]

## Anderes Manna
Auch als „Manna“ wird ein Exsudat einiger Myrtengewächse (Angophora spp. und Eucalyptus spp.) bezeichnet.